# Парфений (Брянских)
Епи́скоп Парфе́ний (в миру Пётр Арсе́ньевич Бря́нских; 30 октября 1881, Иркутск — 22 ноября 1937, Архангельск) — епископ Русской православной церкви, епископ Ананьевский, викарий Одесской епархии; священномученик.
Причислен к лику святых Русской православной церкви в 2005 году.

## Биография
Родился 30 октября 1881 в Иркутске. Был старшим из четырёх детей Арсения Петровича Брянских, купца II гильдии, потомственного почётного гражданина, работавшего доверенным (управляющим) промышленно-торговой фирмы «Немчинов и сын», и его жены Анны. Семья отличалась щедростью, благочестием и любовью к Богу и Православной церкви. Особенно тёплые отношения сложились у Петра с младшей сестрой Антониной, которая была на 10 лет его младше.
Родители старались дать детям хорошее образование. Учился в гимназии в Иркутске, но вышел из пятого класса и перешёл в Иркутскую духовную семинарию, которую окончил в 1902 году. С юности мечтал о возрождении Святой Руси. По окончании семинарии он отправился в «мать городов русских» — Киев, где поступил в Киевскую духовную академию. В 1907 году окончил в Киевскую духовную академию со степенью кандидата богословия. Затем в течение восьми месяцев слушал курс лекций по библейским наукам в Берлинском университете.
В 1908—1909 годах преподавал Священное Писание Ветхого Завета в Красноярской, а затем был переведён в Рязанскую духовную семинарию, где преподавал с 1909 по 1911 год.
В 1911 году был пострижен в монашество, возведён в сан иеромонаха, затем — архимандрита. В том же году был назначен преподавателем Ветхого Завета и помощником начальника Житомирского пастырского училища.
С 26 декабря 1916 года — помощник начальника Пастырской Миссионерской семинарии при Бизюковом монастыре Херсонской епархии.
После закрытия семинарии он переехал в 1918 или 1919 году в Херсон, где проживал в архиерейском доме при епископе Прокопии (Титове), выполняя обязанности секретаря до 1921 года.

### Епископ
16 мая 1921 года хиротонисан во епископа Новомиргородского, викария Одесской епархии.
С 1922 года — епископ Ананьевский, викарий Одесской епархии.
В том же году совершилась архиерейская хиротония его ближайшего друга, епископа Макария (Кармазина), который стал епископом Уманским, викарием Киевской митрополии. Епископы Парфений и Макарий решительно отвергли обновленческий раскол и стали оплотом Патриаршей церкви на Украине. Вокруг них консолидировались сторонники патриарха Тихона. Под руководством этих двоих владык на Украине была создана сеть тайных общин верующих, не связанных отношениями со светской властью и находившихся в общении с патриархом Московским.
Был арестован в Киеве, выслан в Харьков, а затем в Москву, где с 1924 года жил в Свято-Даниловом монастыре, в котором собрались консервативно настроенные церковные иерархи, активно и непримиримо боровшиеся с обновленческим расколом. С 1924 года, после ареста настоятеля монастыря архиепископа Феодора (Поздеевского), владыка Парфений возглавил братию обители. Был одним из ближайших помощников патриаршего местоблюстителя митрополита Петра (Полянского). После ареста в 1925 году был приговорён к трём годам ссылки в Коми-Зырянский край.

### Деятель «даниловской оппозиции»
По возвращении из ссылки, вновь жил в Даниловом монастыре, находился в оппозиции к Заместителю Патриаршего местоблюстителя митрополиту Сергию (Страгородскому) после издания последним «Декларации…». Фактически был одним из руководителей «даниловского» течения, вёл переписку со священномучеником митрополитом Кириллом (Смирновым), тайно совершал богослужения и окормлял многочисленных духовных чад. В 1929 году арестован по обвинению в том, что «настраивал верующих к сопротивлению закрытию одной из церквей Даниловского монастыря под продовольственный склад», был выслан на три года в Казахстан. Вновь арестовывался в 1931 году.
В ноябре 1934 года был в очередной раз арестован (обвинение: вёл антисоветскую агитацию, устраивал на своей квартире тайные богослужения), заключён в Бутырскую тюрьму в Москве и в 1935 году приговорён к пяти годам ссылки в Архангельск, где продолжал тайно совершать богослужения на дому и проповедовать.

### Последний арест и мученическая кончина
31 июля 1937 году вновь был арестован и направлен под стражу в Архангельский следственный изолятор. 17 августа ему было предъявлено обвинение в организации нелегальных контрреволюционных сборищ, пораженческой агитации и пропаганде фашизма. 15 октября постановлением «тройки» НКВД Северной области был приговорён к расстрелу. Приговор был приведён в исполнение 22 ноября 1937 года. Погребён в общей безвестной могиле.

## Канонизация
Имя епископа Парфения было внесено в черновой поимённый список новомучеников и исповедников российских при подготовке канонизации, совершённой РПЦЗ в 1981 году. Сама канонизация при этом не была поименной, а список новомучеников был издан только в конце 1990-х годов.
20 апреля 2005 года определением Священного Синода Русской православной церкви его имя включен в Собор Новомучеников и Исповедников Российских XX века. Память — 9 ноября.
21 августа 2007 года, спустя три года после канонизации священномученика Парфения, была причислена к лику святых и его сестра — мученица Антонина Брянских.